# Кривошапко, Сергей Николаевич
Кривошапко Сергей Николаевич — доктор технических работ, профессор, профессор Департамента строительства Инженерной академии РУДН.

## Краткая биография
- 1964-1967 гг. — учеба в Волгоградском строительном техникуме, специальность «Строительство», диплом с отличием.
- 1967-1972 гг. — учеба в Университете дружбы народов им. П. Лумумбы, специальность «Строительство», диплом с отличием.
- 1972 г. — окончил кафедру промышленного и гражданского строительства, Инженерный факультет Университета дружбы народов им. Патриса Лумумбы. Специальность — «Строительство».
- 1972 — 1973 гг. — служба в рядах Советской армии, ст. лейтенант запаса.
- 1973-1975 гг. — аспирантура в РУДН, кафедра сопротивления материалов, инженерный факультет.
- 1976-1984 г.г. — старший инженер Проектного института Министерства Обороны СССР (по распределению).
- 1981 г. — защитил кандидатскую диссертацию «Расчет торсовых (невырожденных) оболочек в криволинейных неортогональных координатах», специальность «Строительная механика».
- 1984 г. — доцент кафедры сопротивления материалов Инженерного факультета РУДН.
- 1995 г. — присуждена ученая степень доктора технических наук. Тема диссертации «Геометрические исследования и напряженно- деформированное состояние тонких упругих торсовых оболочек», специальность «Строительная механика».
- 2000 г. — награжден знаком почетный работник высшего профессионального образования России.
- 2002 г. — заведующий кафедрой сопротивления материалов Инженерного факультета РУДН.
- 2007 г. — заведующий кафедрой «Прочность материалов и конструкций» Инженерного факультета РУДН.
- 2010 г. — получил благодарность Председателя Совета Федерации РФ.
- 2011 г. — Диплом РААСН за лучшую научную работу в области архитектуры, градостроительства и строительных наук в 2010 году.
- 2012 г. — награжден знаком «За достижения в области науки и инновации» (РУДН).
- 2012 г. — награжден грамотой издательства ЮРАЙТ «Выбор вузов России 2012».
- 2013 г. — награжден грамотой Минобрнауки РФ.
- 2013-2015 гг. — награжден грамотами Марийского ГТУ, Волгатех, МГСУ и ВВЦ.
- 2013 г. — Почетная грамота Минобрнауки РФ (за многолетнюю плодотворную работу по развитию и совершенствованию учебного процесса, значительный вклад в дело подготовки высококвалифицированных специалистов).
- 2013-2018 гг. — член экспертного совета ВАК РФ по архитектуре и строительству.
- 2015 г. — Почетная грамота Президента Российской Федерации В. Путина (за заслуги в области образования, подготовки квалифицированных специалистов и многолетнюю добросовестную работу).
- 2017 г. — профессор департамента строительства и архитектуры Инженерной академии РУДН.
- 2018 г. — профессор департамента строительства Инженерной академии РУДН.

## Преподавание
- Читает курсы для студентов бакалавриата направления подготовки «Строительство»:
  1. «Сопротивление материалов»;
  2. «Механика материалов и конструкций».
- Читает курсы для студентов магистратуры направления подготовки «Строительство» (авторские курсы):
  1. «Расчет подземных тонкостенных сооружений»;
  2. «Линейная теория тонких упругих оболочек»;
  3. «Устойчивость упругих систем»;
  4. «Аналитические поверхности в архитектуре зданий, конструкций и изделий»;
  5. «История развития архитектуры пространственных структур и оболочек с элементами расчета».
- Руководитель магистерской программы «Архитектура, геометрия и расчет большепролетных пространственных структур».
- Автор 11 учебников и учебных пособий с грифом Минобрнауки и УМО ВО в том числе:

1. Кривошапко С. Н. Строительная механика: лекции, семинары, расчетно-графические работы: Уч. пособие для бакалавров. — М.: Изд-во «ЮРАЙТ», 2011, 2013, 2014, 2016, 2017. — 392 с.
2. Кривошапко С. Н. Сопротивление материалов. Лекции, семинары, расчетно- графические работы: Учебник. — М.: Изд-во «ЮРАЙТ», 2012, 2015, 2016, 2017. — 416 с.
3. Кривошапко С. Н., Мамиева И. А. Аналитические поверхности в архитектуре зданий, конструкций и изделий. -М.: Книжный дом «ЛИБРОКОМ», 2012, 2018. — 328 с.
4. Кривошапко С. Н., Галишникова В. В. Архитектурно-строительные конструкции: Учебник. — М.: Изд-во «ЮРАЙТ», 2015, 2016, 2017. — 476 с.
5. Кривошапко С. Н., Галишникова В. В. Конструкции зданий и сооружений: Учебник для СПО. — М.: Изд-во «ЮРАЙТ», 2015, 2016, 2017. — 476 с.
6. Кривошапко С. Н., Копнов В. А. Сопротивление материалов. Практикум: Уч. пособие. — М.: Изд-во «ЮРАЙТ», 2016. 4-е изд., испр. и доп. Бакалавр. — 353 с.
7. Кривошапко С. Н. Строительная механика: 2-е изд., пер. и доп. Учебник и практикум для СПО. — М.: Изд-во «ЮРАЙТ», 2018. — 391 с.
8. и один учебник на французском языке: Krivoshapko S.N., Gbaguidi-Aisse G.L. Resistance des materiaux. Cours, Séminaires, Travaux Dirigés. — Benin: Ecole Supérieure de Génie Civil Verechaguine A.K., 2009. — 304 c.

## Наука
- Проводятся исследования по геометрии и расчету на прочность оболочек неканонической формы.
- Получены научные результаты при исследовании геометрии и напряженно- деформированного состояния торсовых оболочек:
  1. получены уравнения 9 новых торсовых оболочек;
  2. впервые исследовано напряженно-деформированное состояние, возникающее при параболическом изгибании тонкой заготовки в торсовую оболочку;
  3. предложена для использования система 20 расчетных уравнений в неортогональных криволинейных координатах для расчета тонких оболочек, содержащая внутренние силовые факторы, обычно используемые в инженерных расчетах;
  4. проведены численные расчеты развертывающихся геликоидальных оболочек.
- Предложены для дальнейшего исследования 20 поверхностей зонтичного типа, 12 циклических поверхностей с образующими окружностями.
- Внес вклад в развитие параметрической архитектуры, его работы широко цитируются в международных и российских базах данных.
- Проведен поиск оптимальных оболочек вращения. Исследовались 16 видов оболочек вращения при действии на них поверхностной распределенной и линейной вдоль параллелей нагрузок.
- По итогам исследований получено 2 авторских свидетельства на изобретения («Прибор для определения размеров элементов прямоугольного треугольника» и «Устройство для испытания пластин»).
- Опубликовано более 173 научных статей и 9 монографий и справочников по геометрии и определению напряженно-деформированного состояния тонких оболочек. Научная деятельность отражена в книге «Marqus Who is Who in the Science (2007—2008)», USA; краткая биография опубликована в «Who is Who в России», Швейцария: «Hübners Who is Who», 2013, Vol. 1, p. 1427—1428.

## Научные интересы
- Геометрия и расчет на прочность оболочек неканонической формы;
- Параболическое изгибание тонкого листа в торсовую оболочку;
- Применение аналитических поверхностей в параметрической архитектуре;
- Место оболочечных конструкций в современной архитектуре и строительстве.

## Список публикаций
- Krivoshapko S.N., Christian A. Bock Hyeng Geometrical research of rare types of cyclic surfaces. International Journal of Research and Reviews in Applied Sciences. 2012. Vol. 12. Iss. 3. P. 346—359.
- Krivoshapko S.N. and G.L. Gbaguidi Aïssè Geometry, static, vibration and buckling analysis and applications to thin elliptic paraboloid shells. The Open Construction and Building Technology Journal. 2016. 10. P. 576—602 (DOI: 10.2174/1874836801610010576).
- Krivoshapko S.N., Shambina S.L. Hyeng Ch.A. Bock Thin-walled composite and plastic shells for civil and industrial buildings and erections. Materials Science Forum. 2017. Vol. 895. P. 45-51 (DOI: 10.4028/www.scientifc.net/MSF.895.45).
- Krivoshapko S. N. and Rynkovskaya Marina Five types of ruled helical surfaces for helical conveyers, support anchors and screws. MATEC Web of Conferences. 2017. Vol. 95 (2016 the 3rd International Conference on Mechatronics and Mechanical Engineering (ICMME 2016)). 5 p. (DOI: http://dx.doi.org/10.1051/matecconf/20179506002).
- Krivoshapko S. N. Thin sheet metal suspended roof structures // Thin-Walled Structures. — October 2017. — Vol. 119. — P. 629—634.
- Krivoshapko S. N. The perspectives of application of thin-walled plastic and composite polymer shells in civil and industrial architecture // Journal of Reinforced Plastics & Composites. — November 2017. — Vol. 37. — Iss. 4. — P. 217—229. (DOI: 10.1177/0731684417740770).
- Krivoshapko S.N. Static, vibration, and buckling analyses and applications to one-sheet hyperboloidal shells of revolution. // Applied Mechanics Reviews (USA). -Vol.55. — No 3. — May 2002. — P.241-270.
- Krivoshapko S.N. Research on general and axisymmetric ellipsoidal shells used as domes, pressure vessels, and tanks. // Applied Mechanics Reviews (ASME). — November 2007. — Vol. 60, № 6. — P. 336—355.
- Krivoshapko S.N., Gbaguidi Aïssè Gerard Two methods of analysis of thin elastic open helicoidal shells. // International Journal of Research and Reviews in Applied Sciences. — 2012. — Vol. 12. — Iss. 3. — P. 382—390.
- Krivoshapko S.N., Christian A. Bock Hyeng, Mamieva I.A. Chronology of erection of the earliest reinforced concrete shells. // International Journal of Research and Reviews in Applied Sciences (ISSN: 2076-734X, EISSN: 2076-7366). — 2014. — Vol. 18. — Iss. 2. — P. 95-108.
- Sergey N. Krivoshapko, Iraida A. Mamieva, Andrey D. Razin Tangential Developable Surfaces and Shells: New Results of Investigations. // Journal of Mechanics of Continua and Mathematical Sciences. — March 2019. — Special Issue — 1. — pp. 324—333.
- Krivoshapko S.N., Ivanov V.N. Encyclopedia of Analytical Surfaces. // Springer International Publishing Switzerland, 2015. — 752 p.
- Кривошапко С. Н., Иванов В. Н. Псевдосферические оболочки в строительной индустрии. // Строительство и реконструкция. — 2018. — № 2(76). — С. 32-40.
- Кривошапко С. Н. Оболочки вращения неканонических форм. // Известия высших учебных заведений. Строительство. — 2018. — № 7(715). — С. 66-79.
- Кривошапко С. Н., Иванов В. Н. Катеноидные оболочки. // Промышленное и гражданское строительство. — 2018. — № 12 . — С. 7-13.
- Кривошапко С. Н. Перспективы и преимущества торсовых поверхностей при моделировании машиностроительных и строительных конструкций. // Вестник гражданских инженеров. — 2019. — № 1(72). — С. 20-30.
- Krivoshapko S.N. Cable-stayed structures for public and industrial buildings. // Строительство и реконструкция. — 2019. — № 1 (81). — С. 23-47.